# Bündische Jugend
 (avril 2022).
Si vous disposez d'ouvrages ou d'articles de référence ou si vous connaissez des sites web de qualité traitant du thème abordé ici, merci de compléter l'article en donnant les références utiles à sa vérifiabilité et en les liant à la section « Notes et références ».
Bündische Jugend est le nom donné à la majorité des personnes en Allemagne qui ont émergé des Wandervogel et des Boy Scouts et étaient pour la plupart des mouvements de jeunesse völkisch-nationalistes après la Première Guerre mondiale et dans la République de Weimar, connue sous le nom de Bündische en abrégé. Aujourd'hui, un petit nombre de mouvements de jeunesse se considèrent encore comme fédérés, mais en règle générale leur contenu diffère fortement de leur modèle historique.